# Parc Nacional d'Akagera

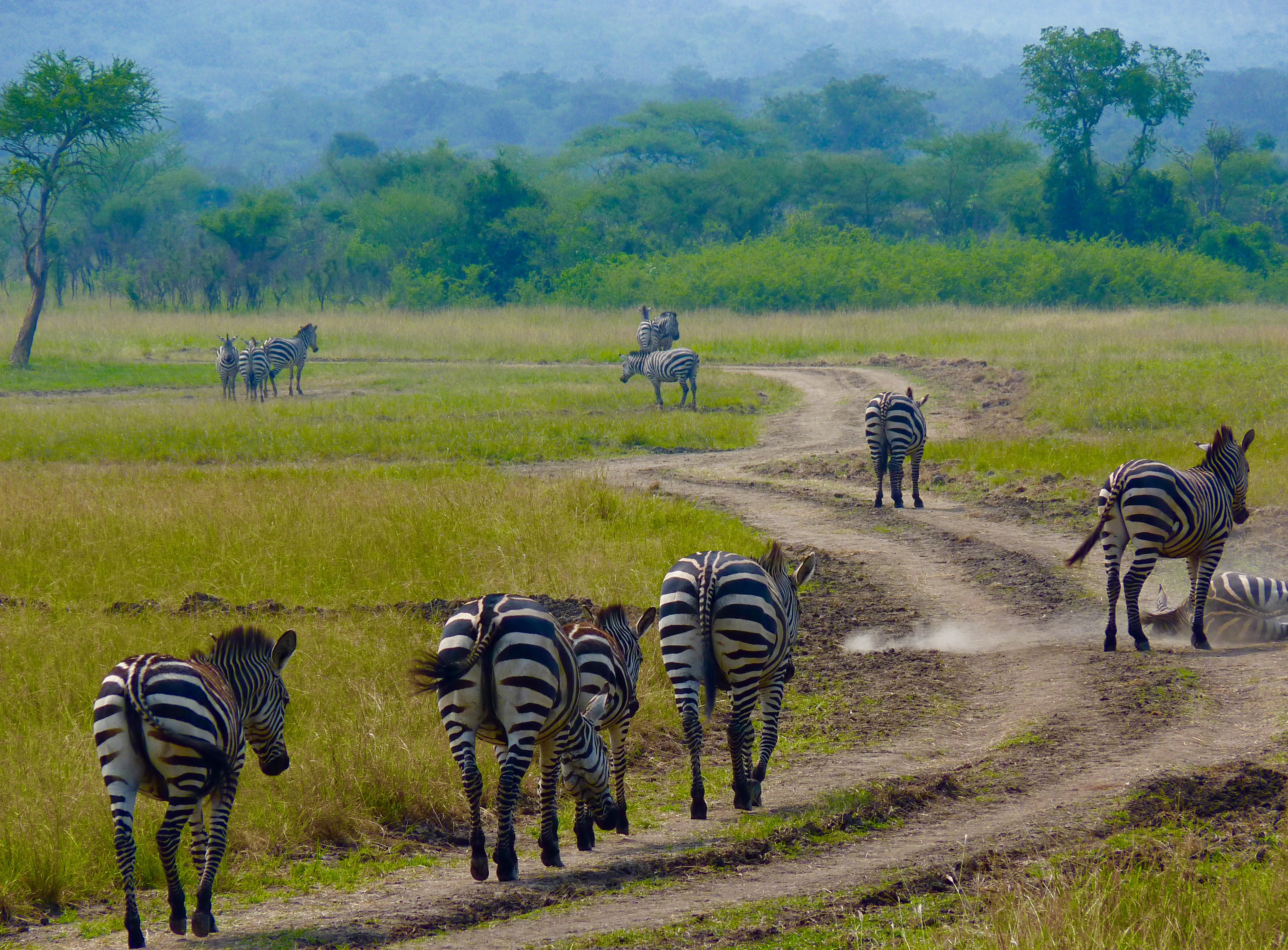
Parc Nacional d'Akagera

El Parc Nacional d'Akagera té una superfície de 1.122 km² a Ruanda oriental, al llarg de la frontera entre Tanzània i Ruanda. Va ser fundat el 1934 per protegir els animals i la vegetació en tres ecoregions: sabana, muntanya i pantà. El parc rep el nom pel riu Kagera que flueix al llarg del límit oriental i que s'alimenta en diversos llacs, el més gran del qual és el llac Ihema. El complex sistema de llacs i enllaços amb pantans del papir fa més d'un terç del parc i és la zona humida protegida més gran al Centre-Est d'Àfrica.

## Història
Gran part de la zona sabana del parc va ser poblada a finals dels 90 pels ex refugiats que tornaven després del final de la Guerra Civil ruandesa. A causa de l'escassetat de terres, el límit occidental va ser redistribuït el 1997 i gran part de la terra fou assignada com a granja als refugiats que tornaven. El parc es va reduir en mida des de 2.500 km² a la seva mida actual. Encara que bona part de les millors terres de pastura de sabana estan ara fora dels límits del parc, el que queda d'Akagera és el paisatge més divers i escènic d'Àfrica.

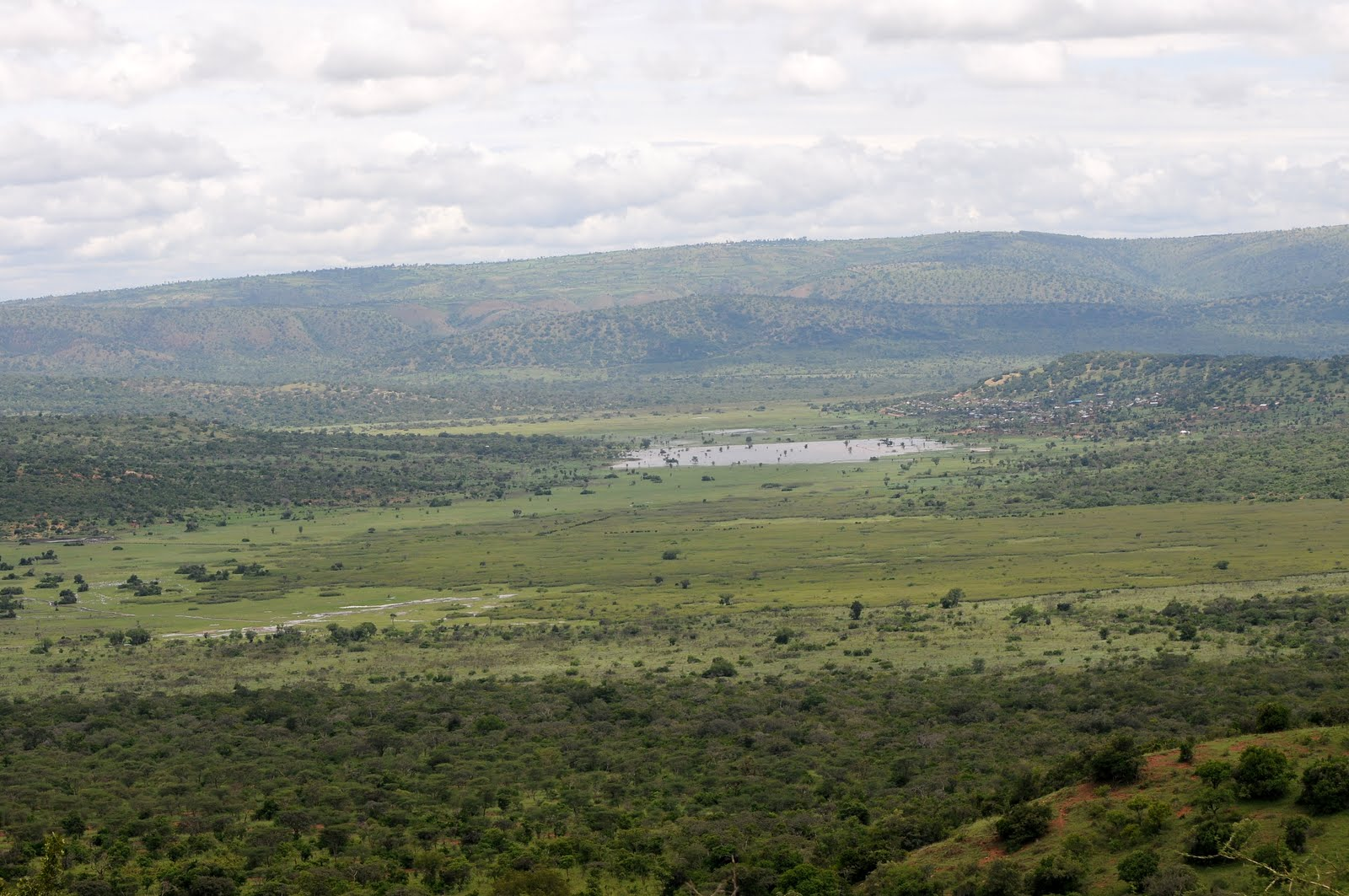
Vista del parc

En 2009 el Rwanda Development Board (RDB) i African Parks van celebrar un acord de 20 anys renovable per a la gestió conjunta d'Akagera. L'Akagera Management Company es va formar el 2010 com a òrgan de gestió conjunta del Parc Nacional d'Akagera. Durant els següents 5 anys es van invertir 10 milions de dòlars a la zona del parc nacional, amb ajuda financera de la Fundació Howard Buffett. L'objectiu era augmentar la seguretat del parc nacional i reintroduir espècies localment extingides. Les mesures de seguretat que es van prendre són: la construcció d'una tanca a la frontera occidental de 120 kilòmetres, desplegar un helicòpter de vigilància aèria, contractar i formar un expert en rastreig, equip de protecció i una unitat canina anticaça furtiva.
Al juliol de 2015, set lleons sud-africans portats de Sud-àfrica van ser introduïts i alliberats al parc, convertint-los en els primers lleons a Ruanda des de fa 15 anys. AndBeyond va donar cinc lleones de la Reserva privada de cacera de Phinda i el Parc d'Elefants de Tembe a KwaZulu-Natal va donar dos lleons mascles. Aquest esforç va ser descrit per African Parks com "un esforç de conservació innovador tant per al parc com per a el país "com a part d'un projecte destinat a revertir l'extinció local de l'espècie al Parc Nacional Akagera. El lleó sud-africà va desaparèixer en els anys posteriors al genocidi ruandès el 1994. Els ruandesos que havien fugit de l'agressió, abans de tornar i instal·lar-se al parc, van matar els lleons per protegir el seu ramat.
En maig de 2017 Ruanda va reintroduir uns 20 rinoceronts negres orientals de Sud-àfrica, que havia estat absent durant deu anys. A la dècada de 1970, més de 50 rinoceronts negre vivien a la sabana-hàbitat del parc. A causa de la caça furtiva generalitzada, la població va disminuir durant les dècades següents, i l'última observació confirmada va ser el 2007. Amb la reintroducció de rinoceronts negres i lleons, el parc nacional acollia tots els "cinc grans" de l'Àfrica: lleó, lleopard africà, elefant, rinoceront i búfal.

## Turisme
Més de 36.000 turistes van visitar el parc el 2016.